# یکاهای اطلاعات
یکاهای اطلاعات (انگلیسی: Units of information) یا واحدهای اطلاعات، در رایانش و مخابرات، به ظرفیت سیستم‌های استاندارد ذخیره‌سازی داده‌ها یا کانال‌های ارتباطی استاندارد گفته می‌شود، که برای محاسبه میزان ظرفیت سایر سیستم‌ها و کانال‌ها، مورد استفاده قرار می‌گیرند. در حوزه نظریه اطلاعات، از واحدهای اطلاعات برای اندازه‌گیری آنتروپی متغیرهای تصادفی و نیز محاسبه میزان اطلاعات موجود در پیام‌ها، استفاده می‌شود.